# Euphyto rixosa
Euphyto rixosa är en tvåvingeart som beskrevs av Henry J. Reinhard 1956. Euphyto rixosa ingår i släktet Euphyto och familjen köttflugor.
Artens utbredningsområde är Kalifornien. Inga underarter finns listade i Catalogue of Life.